# Synanthedon modesta
Synanthedon modesta is een vlinder uit de familie wespvlinders (Sesiidae), onderfamilie Sesiinae.
Synanthedon modesta is voor het eerst wetenschappelijk beschreven door Butler in 1874. De soort komt voor in het Neotropisch gebied.